# Resultados do Carnaval de Santo André
Resultados do Carnaval de Santo André.

## 1999
| Grupo 1   | Grupo 1       | Grupo 1 |
| Colocação | Escola        | Ref.    |
| --------- | ------------- | ------- |
| 1º        | Leões do Vale | [ 1 ]   |

## 2000
| Grupo 1   | Grupo 1                                | Grupo 1 |
| Colocação | Escola                                 | Ref.    |
| --------- | -------------------------------------- | ------- |
| 1º        | Mocidade Independente Cidade São Jorge | [ 1 ]   |

## 2001
| Grupo 1   | Grupo 1                                | Grupo 1 |
| Colocação | Escola                                 | Ref.    |
| --------- | -------------------------------------- | ------- |
| 1º        | Mocidade Independente Cidade São Jorge | [ 1 ]   |

## 2002
| 1º                   | Leões do Vale             | 195    | Bateria       | -     | 2º | Mocidade Independente Cidade São Jorge | 195 |  | [ 1 ] |
| Grupo 2              |                           |        |               |       |    |                                        |     |  |       |
| Colocação            | Escola                    | Pontos | Nota          | Ref.  |    |                                        |     |  |       |
| 1º                   | Acadêmicos do Centreville | 194,5  | Não promovida | [ 1 ] |    |                                        |     |  |       |
| 2º                   | Beleza Pura               | 192    |               | [ 1 ] |    |                                        |     |  |       |
| Grupo de pleiteantes |                           |        |               |       |    |                                        |     |  |       |
| Colocação            | Escola                    | Pontos | Nota          | Ref.  |    |                                        |     |  |       |
| 1º                   | Mocidade Imperial         | 174,5  | Não promovida | [ 1 ] |    |                                        |     |  |       |

## 2003
| 1º                  | Ocara Clube       |          |           | -     | 2º | Mocidade Independente Cidade São Jorge |  |  | [ 2 ] |
| 3º                  | Leões do Vale     |          |           | [ 2 ] |    |                                        |  |  |       |
| *                   | Palmares          | Harmonia |           | [ 2 ] |    |                                        |  |  |       |
| *                   | Lírios de Ouro    |          | Rebaixada | [ 2 ] |    |                                        |  |  |       |
| Grupo 2             |                   |          |           |       |    |                                        |  |  |       |
| Colocação           | Escola            | *        | Nota      | Ref.  |    |                                        |  |  |       |
| 1º                  | Beleza Pura       | *        | Promovida | [ 2 ] |    |                                        |  |  |       |
| *                   | Tradição de Ouro  | *        | Rebaixada | [ 2 ] |    |                                        |  |  |       |
| Grupo de pleitantes |                   |          |           |       |    |                                        |  |  |       |
| Colocação           | Escola            | *        | Nota      | Ref.  |    |                                        |  |  |       |
| 1º                  | Mocidade Imperial | *        | Promovida | [ 2 ] |    |                                        |  |  |       |

## 2004
| 1º                  | Ocara Clube                            |           | -     | 2º | Leões do Vale | Harmonia | [ 3 ] |
| 3º                  | Mocidade Independente Cidade São Jorge |           | [ 3 ] |    |               |          |       |
| *                   | Beleza Pura                            | Rebaixada | [ 3 ] |    |               |          |       |
| Grupo 2             |                                        |           |       |    |               |          |       |
| Colocação           | Escola                                 | Nota      | Ref.  |    |               |          |       |
| 1º                  | Seci                                   | Promovida | [ 3 ] |    |               |          |       |
| *                   | Mocidade Imperial                      | Rebaixada | [ 3 ] |    |               |          |       |
| Grupo de pleitantes |                                        |           |       |    |               |          |       |
| Colocação           | Escola                                 | Nota      | Ref.  |    |               |          |       |
| 1º                  | Tradição de Ouro                       | Promovida | [ 3 ] |    |               |          |       |

## 2005
| 1º        | Seci                                      |   |           | -     | 4º | Leões do Vale |  |  | [ 4 ] |
| *         | Mocidade Independente de Cidade São Jorge | * | Rebaixada | [ 4 ] |    |               |  |  |       |
| Grupo B   |                                           |   |           |       |    |               |  |  |       |
| Colocação | Escola                                    | * | Nota      | Ref.  |    |               |  |  |       |
| 1º        | Beleza Pura                               | * | Promovida | [ 4 ] |    |               |  |  |       |

## 2006
| 1º                   | Ocara Clube                            | 199    |           | -     | 2º | Mocidade Fantástica de Vila Alice | 196,5 |  | [ 5 ] |
| 3º                   | Leões do Vale                          | 196    |           | [ 5 ] |    |                                   |       |  |       |
| 4º                   | Seci                                   | 196    |           | [ 5 ] |    |                                   |       |  |       |
| 5º                   | Palmares                               | 191,5  |           | [ 5 ] |    |                                   |       |  |       |
| 6º                   | Beleza Pura                            | 186,5  | Rebaixada | [ 5 ] |    |                                   |       |  |       |
| Grupo 2              |                                        |        |           |       |    |                                   |       |  |       |
| Colocação            | Escola                                 | Pontos | Nota      | Ref.  |    |                                   |       |  |       |
| 1º                   | Lírios de Ouro                         | 197    | Promovida | [ 5 ] |    |                                   |       |  |       |
| 2º                   | Tradição de Ouro                       | 194    |           | [ 5 ] |    |                                   |       |  |       |
| 3º                   | Oásis da Vila                          | 190    |           | [ 5 ] |    |                                   |       |  |       |
| 4º                   | Acadêmicos do Centreville              | 184    |           | [ 5 ] |    |                                   |       |  |       |
| 5º                   | Mocidade Independente Cidade São Jorge | 180    |           | [ 5 ] |    |                                   |       |  |       |
| Grupo de pleiteantes |                                        |        |           |       |    |                                   |       |  |       |
| Colocação            | Escola                                 | *      | Nota      | Ref.  |    |                                   |       |  |       |
| 1º                   | Império do Parque Novo Oratório        | *      | Promovida | [ 5 ] |    |                                   |       |  |       |

## 2007
| 1º        | Ocara Clube                            |           | -     | 2º | Seci |  | [ 7 ] |
| 3º        | Palmares                               |           | [ 7 ] |    |      |  |       |
| 4º        | Lírios de Ouro                         |           | [ 7 ] |    |      |  |       |
| 5º        | Mocidade Fantástica de Vila Alice      |           | [ 7 ] |    |      |  |       |
| 6º        | Leões do Vale                          | Rebaixada | [ 7 ] |    |      |  |       |
| Grupo B   |                                        |           |       |    |      |  |       |
| Colocação | Escola                                 | Nota      | Ref.  |    |      |  |       |
| 1º        | Mocidade Independente Cidade São Jorge | Promovida | [ 7 ] |    |      |  |       |
| 2º        | Tradição de Ouro                       |           | [ 7 ] |    |      |  |       |
| 3º        | Beleza Pura                            |           | [ 7 ] |    |      |  |       |
| 4º        | Império do Parque Novo Oratório        |           | [ 7 ] |    |      |  |       |
| 5º        | Oásis da Vila                          |           | [ 7 ] |    |      |  |       |
| 6º        | Acadêmicos do Centreville              |           | [ 7 ] |    |      |  |       |

## 2008
| 1º        | Seci                                   | 196,5 |           | -           | 2º | Lírios de Ouro | 196 |  | [ 8 ] [ 9 ] |
| 3º        | Mocidade Fantástica de Vila Alice      | 194   |           | [ 8 ] [ 9 ] |    |                |     |  |             |
| 4º        | Ocara Clube                            | 192,5 |           | [ 8 ] [ 9 ] |    |                |     |  |             |
| 5º        | Mocidade Independente Cidade São Jorge | 190,5 |           | [ 8 ] [ 9 ] |    |                |     |  |             |
| 6º        | Palmares                               | 188,5 | Rebaixada | [ 8 ] [ 9 ] |    |                |     |  |             |
| Grupo B   |                                        |       |           |             |    |                |     |  |             |
| Colocação | Escola                                 | *     | Nota      | Ref.        |    |                |     |  |             |
| 1º        | Tradição de Ouro                       | *     | Promovida | -           |    |                |     |  |             |

## 2009
| 1º        | Tradição de Ouro                       | 177,5  |           | -      | 2º | Lírios de Ouro | 174,5 |  | [ 11 ] |
| 3º        | Seci                                   | 174    |           | [ 11 ] |    |                |       |  |        |
| 4º        | Mocidade Independente Cidade São Jorge | 172,5  |           | [ 11 ] |    |                |       |  |        |
| 5º        | Ocara Clube                            | 172    |           | [ 11 ] |    |                |       |  |        |
| 6º        | Mocidade Fantástica de Vila Alice      | 168    | Rebaixada | [ 11 ] |    |                |       |  |        |
| Grupo B   |                                        |        |           |        |    |                |       |  |        |
| Colocação | Escola                                 | Pontos | Nota      | Ref.   |    |                |       |  |        |
| 1º        | Acadêmicos do Centreville              | 196,5  | Promovida | [ 11 ] |    |                |       |  |        |
| 2º        | Vila Palmares                          | 195,5  |           | [ 11 ] |    |                |       |  |        |
| 3º        | Pantera Negra                          | 191,5  |           | [ 11 ] |    |                |       |  |        |
| 4º        | Oásis da Vila                          | 191    |           | [ 11 ] |    |                |       |  |        |
| 5º        | Leões do Vale                          | 191    |           | [ 11 ] |    |                |       |  |        |
| 6º        | Império do Parque Novo Oratório        | 167    |           | [ 11 ] |    |                |       |  |        |

## 2010
| 1º        | Seci                                      | 179,75 |           | -      | 2º | Lírios de Ouro | 178,25 |  | [ 12 ] |
| 3º        | Mocidade Independente Cidade de São Jorge | 176,75 |           | [ 12 ] |    |                |        |  |        |
| 4º        | Ocara Clube                               | *      |           | [ 12 ] |    |                |        |  |        |
| 5º        | Tradição de Ouro                          | *      |           | [ 12 ] |    |                |        |  |        |
| 6º        | Acadêmicos do Centre Ville                | *      | Rebaixada | [ 12 ] |    |                |        |  |        |
| Grupo B   |                                           |        |           |        |    |                |        |  |        |
| Colocação | Escola                                    | Pontos | Nota      | Ref.   |    |                |        |  |        |
| 1º        | Mocidade Fantástica de Vila Alice         | 177,5  | Promovida | [ 12 ] |    |                |        |  |        |

## 2011
| 1º        | Tradição de Ouro                          | 179,75 |           |           | -             | 2º | Lírios de Ouro | 177,75 | Evolução |  | [ 13 ] [ 14 ] |
| 3º        | Seci                                      | 177,75 |           |           | [ 13 ] [ 14 ] |    |                |        |          |  |               |
| 4º        | Mocidade Independente Cidade de São Jorge | 177    |           |           | [ 13 ] [ 14 ] |    |                |        |          |  |               |
| 5º        | Ocara Clube                               | 176,25 |           |           | [ 13 ] [ 14 ] |    |                |        |          |  |               |
| 6º        | Mocidade Fantástica de Vila Alice         | 173,50 |           | Rebaixada | [ 13 ] [ 14 ] |    |                |        |          |  |               |
| Grupo 2   |                                           |        |           |           |               |    |                |        |          |  |               |
| Colocação | Escola                                    | Pontos | Desempate | Nota      | Ref.          |    |                |        |          |  |               |
| 1º        | Acadêmicos do Centre Ville                | 179,75 |           | Promovida | [ 13 ] [ 14 ] |    |                |        |          |  |               |
| 2º        | Palmares                                  | 179,75 | Evolução  |           | [ 13 ]        |    |                |        |          |  |               |
| 3º        | Beleza Pura                               | 179    | Harmonia  |           | [ 13 ]        |    |                |        |          |  |               |
| 4º        | Leões do Vale                             | 179    |           |           | [ 13 ]        |    |                |        |          |  |               |
| 5º        | Pantera Negra                             | 178,25 |           |           | [ 13 ]        |    |                |        |          |  |               |
| 6º        | Oásis                                     | 177,75 |           |           | [ 13 ]        |    |                |        |          |  |               |

| Grupo de pleiteantes | Grupo de pleiteantes | Grupo de pleiteantes | Grupo de pleiteantes |
| Colocação            | Escola               | Pontos               | Ref                  |
| -------------------- | -------------------- | -------------------- | -------------------- |
| 1º                   | Asa Branca           | 177,25               | [ 13 ] [ 14 ]        |
| 2º                   | Império              | 145,25               | [ 13 ]               |
| Grupo de aspirantes  |                      |                      |                      |
| Colocação            | Escola               | Pontos               | Ref                  |
| Única                | União do Morro       | 40,75                | [ 13 ] [ 14 ]        |

## 2012
| 1º                   | Seci                              | 179,5  |           | -      | 2º | Tradição de Ouro | 179 |  | [ 15 ] |
| 3º                   | Lírios de Ouro                    | 179    |           | [ 15 ] |    |                  |     |  |        |
| *                    | Acadêmicos do Centreville         |        | Rebaixada | [ 15 ] |    |                  |     |  |        |
| Grupo B              |                                   |        |           |        |    |                  |     |  |        |
| Colocação            | Escola                            | Pontos | Nota      | Ref.   |    |                  |     |  |        |
| 1º                   | Mocidade Fantástica de Vila Alice |        | Promovida | [ 15 ] |    |                  |     |  |        |
| Grupo de pleiteantes |                                   |        |           |        |    |                  |     |  |        |
| Colocação            | Escola                            | Pontos | Nota      | Ref.   |    |                  |     |  |        |
| 1º                   | Asa Branca                        | 177,75 | Promovida | [ 15 ] |    |                  |     |  |        |

## 2013
| 1º        | Lírios de Ouro             | 179,25 |           | -             | 2º | Mocidade Fantástica de Vila Alice | 178,25 |  | [ 17 ] |
| 3º        | Seci                       | 178    | Bateria   | [ 17 ] [ 18 ] |    |                                   |        |  |        |
| 4º        | Ocara Clube                | 178    |           | [ 17 ]        |    |                                   |        |  |        |
| 5º        | Leões do Vale              | 177,25 |           | [ 17 ]        |    |                                   |        |  |        |
| 6º        | Tradição de Ouro           | 177    |           | [ 17 ]        |    |                                   |        |  |        |
| 7º        | Mocidade São Jorge         | 175,5  |           | [ 17 ]        |    |                                   |        |  |        |
| Grupo B   |                            |        |           |               |    |                                   |        |  |        |
| Colocação | Escola                     | Pontos | Nota      | Ref.          |    |                                   |        |  |        |
| 1º        | Pantera Negra              | 178    | Promovida | [ 17 ]        |    |                                   |        |  |        |
| 2º        | Palmares                   | 177,25 |           | [ 17 ]        |    |                                   |        |  |        |
| 3º        | Centre Ville               | 173,75 |           | [ 17 ]        |    |                                   |        |  |        |
| 4º        | Império do Parque Oratório | 172    |           | [ 17 ]        |    |                                   |        |  |        |
| 5º        | Asa Branca                 | 168,5  |           | [ 17 ]        |    |                                   |        |  |        |
| 6º        | Beleza Pura                | 147,5  |           | [ 17 ]        |    |                                   |        |  |        |

## 2014
| 1º        | Lírios de Ouro                    | 179,25 |           | -             | 2º | Ocara Clube | 179 |  | [ 19 ] [ 20 ] |
| 3º        | Tradição de Ouro                  | 178    |           | [ 19 ] [ 20 ] |    |             |     |  |               |
| 4º        | Seci                              | 177,25 |           | [ 20 ]        |    |             |     |  |               |
| 5º        | Pantera Negra                     | 176,75 |           | [ 20 ]        |    |             |     |  |               |
| 6º        | Mocidade São Jorge                | 175,5  |           | [ 20 ]        |    |             |     |  |               |
| 7º        | Leões do Vale                     | 165,5  | Rebaixada | [ 19 ] [ 20 ] |    |             |     |  |               |
| 8º        | Mocidade Fantástica de Vila Alice | 164    | Rebaixada | [ 19 ] [ 20 ] |    |             |     |  |               |
| Grupo B   |                                   |        |           |               |    |             |     |  |               |
| Colocação | Escola                            | Pontos | Nota      | Ref.          |    |             |     |  |               |
| 1º        | Palmares                          | 167,25 | Promovida | [ 19 ] [ 20 ] |    |             |     |  |               |
| 2º        | Beleza Pura                       | 166,75 |           | [ 20 ]        |    |             |     |  |               |
| 3º        | Acadêmicos do Centre Ville        | 166    |           | [ 20 ]        |    |             |     |  |               |
| 4º        | Asa Branca                        | 164    |           | [ 20 ]        |    |             |     |  |               |
| 5º        | Império do Parque Oratório        | 137,5  |           | [ 20 ]        |    |             |     |  |               |

## 2015
| 1º        | Lírios de Ouro                    | 179,5  |           | -      | 2º | Palmares | 177,75 |  | [ 21 ] |
| 3º        | Tradição de Ouro                  | 177,5  |           | [ 21 ] |    |          |        |  |        |
| 4º        | Seci                              | 177    |           | [ 21 ] |    |          |        |  |        |
| 5º        | Pantera Negra                     | 174    |           | [ 21 ] |    |          |        |  |        |
| 6º        | Ocara Clube                       | 174    |           | [ 21 ] |    |          |        |  |        |
| 6º        | Mocidade São Jorge                | 173,5  | Rebaixada | [ 21 ] |    |          |        |  |        |
| Grupo B   |                                   |        |           |        |    |          |        |  |        |
| Colocação | Escola                            | Pontos | Nota      | Ref.   |    |          |        |  |        |
| 1º        | Leões do Vale                     | 175    | Promovida | [ 21 ] |    |          |        |  |        |
| 2º        | Beleza Pura                       | 174    |           | [ 21 ] |    |          |        |  |        |
| 3º        | Império do Parque Oratório        | 173    |           | [ 21 ] |    |          |        |  |        |
| 4º        | Mocidade Fantástica de Vila Alice | 170,5  |           | [ 21 ] |    |          |        |  |        |
| 5º        | Acadêmicos do Centre Ville        | 170,25 |           | [ 21 ] |    |          |        |  |        |
| 6º        | Asa Branca                        | 168,25 |           | [ 21 ] |    |          |        |  |        |

## 2016
| Grupo A   | Grupo A                           | Grupo A | Grupo A   | Grupo A |
| Colocação | Escola                            | Pontos  | Nota      | Ref.    |
| --------- | --------------------------------- | ------- | --------- | ------- |
| 1º        | Tradição de Ouro                  | 179,5   |           | [ 22 ]  |
| 2º        | Lírios de Ouro                    | 178,75  |           | [ 22 ]  |
| 3º        | Seci                              | 176,75  |           | [ 22 ]  |
| 4º        | Pantera Negra                     | 176     |           | [ 22 ]  |
| 5º        | Palmares                          | 176     |           | [ 22 ]  |
| 6º        | Ocara Clube                       | 175,75  |           | [ 22 ]  |
| 7º        | Leões do Vale                     | 174,75  | Rebaixada | [ 22 ]  |
| Grupo B   |                                   |         |           |         |
| Colocação | Escola                            | Pontos  | Nota      | Ref.    |
| 1º        | Beleza Pura                       | 178,5   | Promovida | [ 22 ]  |
| 2º        | Mocidade São Jorge                | 177     |           | [ 22 ]  |
| 3º        | Acadêmicos do Centre Ville        | 174,5   |           | [ 22 ]  |
| 4º        | Mocidade Fantástica de Vila Alice | 171,75  |           | [ 22 ]  |
| 5º        | Asa Branca                        | 171,5   |           | [ 22 ]  |
| 6º        | Império do Parque Oratório        | 168     |           | [ 22 ]  |